# Intercontinental Cup (India) 2019
De Intercontinental Cup 2019 (vanwege de sponsor ook wel Hero Intercontinental Cup genoemd) was de derde editie van dit internationale voetbaltoernooi. Aan dit toernooi deden vier landen mee. Het werd gespeeld tussen 7 en 19 juli 2019. Het werd georganiseerd door de AIFF, de Indiase voetbalbond. Alle wedstrijden werden gespeeld in Ahmedabad (stad).
Het toernooi werd gewonnen door Noord-Korea, dat in de finale met 1–0 van Tadzjikistan won.

## Deelnemende landen
Hoewel de bedoeling is dat aan dit toernooi landen deelnemen uit meerdere confederaties deden uiteindelijk alleen landen mee die lid zijn van de Aziatische voetbalbond. De vier deelnemende landen spelen allemaal een keer tegen elkaar in de groepsfase. De landen die eerste en tweede worden in die groep spelen de finale.
De vier deelnemende landen in volgorde van de FIFA-ranking van juni 2019:
- Syrië (85)
- India (101)
- Tadzjikistan (120)
- Noord-Korea (122)

## Stadion
De wedstrijden werden gespeeld in het TransStadia Arena.
| Ahmedabad                     | · Ahmedabad |
| ----------------------------- | ----------- |
| TransStadia Arena (EKA Arena) | · Ahmedabad |
| Capaciteit: 24.000            | · Ahmedabad |
|                               | · Ahmedabad |

## Groepsfase
| Pos. | Land         | GW | W | G | V | DV | DT | +/− | Ptn. |
| ---- | ------------ | -- | - | - | - | -- | -- | --- | ---- |
| 1    | Tadzjikistan | 3  | 2 | 0 | 1 | 6  | 3  | +3  | 6    |
| 2    | Noord-Korea  | 3  | 2 | 0 | 1 | 8  | 7  | +1  | 6    |
| 3    | Syrië        | 3  | 1 | 1 | 1 | 6  | 5  | +1  | 4    |
| 4    | India        | 3  | 0 | 1 | 2 | 5  | 10 | –5  | 1    |

|                                                 |                        |          |                                                |                                                                                        |
| 7 juli 2019 «onderlinge duels» 20:00 (UTC+5:30) | India                  | 2–4      | Tadzjikistan                                   | TransStadia Arena, Ahmedabad Toeschouwers: 7.293 Scheidsrechter: Jasur Mukhtarov (UZB) |
| 7 juli 2019 «onderlinge duels» 20:00 (UTC+5:30) | Chhetri 4' (pen.), 41' | AIFF FFT | 56' Tursunov 58' Boboev 71' Rahimov 75' Samiev | TransStadia Arena, Ahmedabad Toeschouwers: 7.293 Scheidsrechter: Jasur Mukhtarov (UZB) |

|                                                 |                                                  |      |                                  |                                                                           |
| 8 juli 2019 «onderlinge duels» 20:00 (UTC+5:30) | Syrië                                            | 5–2  | Noord-Korea                      | TransStadia Arena, Ahmedabad Scheidsrechter: Venkatesh Ramachandran (IND) |
| 8 juli 2019 «onderlinge duels» 20:00 (UTC+5:30) | Al Hamwi 41', 61' Marmour 56', 65' Al-Khatib 90' | AIFF | 3' Jong Il-gwan 78' Ri Hyong-jin | TransStadia Arena, Ahmedabad Scheidsrechter: Venkatesh Ramachandran (IND) |

|                                                  |                          |          |       |                                                                                        |
| 10 juli 2019 «onderlinge duels» 20:00 (UTC+5:30) | Tadzjikistan             | 2–0      | Syrië | TransStadia Arena, Ahmedabad Toeschouwers: 732 Scheidsrechter: Rahul Kumar Gupta (IND) |
| 10 juli 2019 «onderlinge duels» 20:00 (UTC+5:30) | Tursunov 46' Barotov 67' | FFT AIFF |       | TransStadia Arena, Ahmedabad Toeschouwers: 732 Scheidsrechter: Rahul Kumar Gupta (IND) |

|                                                  |                          |      |                                                                         |                                                                                          |
| 13 juli 2019 «onderlinge duels» 20:00 (UTC+5:30) | India                    | 2–5  | Noord-Korea                                                             | TransStadia Arena, Ahmedabad Toeschouwers: 9.590 Scheidsrechter: Akhrol Riskullaev (UZB) |
| 13 juli 2019 «onderlinge duels» 20:00 (UTC+5:30) | Chhangte 51' Chhetri 71' | AIFF | 8', 28' Jong Il-gwan 16' Sim Hyon-jin 63' Ri Un-chol 90+2' Ri Hyong-jin | TransStadia Arena, Ahmedabad Toeschouwers: 9.590 Scheidsrechter: Akhrol Riskullaev (UZB) |

|                                                  |                  |          |              |                                                                                             |
| 15 juli 2019 «onderlinge duels» 20:00 (UTC+5:30) | Noord-Korea      | 1–0      | Tadzjikistan | TransStadia Arena, Ahmedabad Toeschouwers: 634 Scheidsrechter: Venkatesh Ramachandran (IND) |
| 15 juli 2019 «onderlinge duels» 20:00 (UTC+5:30) | Ri Hyong-jin 33' | AIFF FFT |              | TransStadia Arena, Ahmedabad Toeschouwers: 634 Scheidsrechter: Venkatesh Ramachandran (IND) |

|                                                  |            |      |                      |                                                                                         |
| 16 juli 2019 «onderlinge duels» 20:00 (UTC+5:30) | India      | 1–1  | Syrië                | TransStadia Arena, Ahmedabad Toeschouwers: 10.000 Scheidsrechter: Jasur Mukhtarov (UZB) |
| 16 juli 2019 «onderlinge duels» 20:00 (UTC+5:30) | Gahlot 52' | AIFF | 78' (pen.) Al-Khatib | TransStadia Arena, Ahmedabad Toeschouwers: 10.000 Scheidsrechter: Jasur Mukhtarov (UZB) |

## Finale
|                                                  |              |          |                 |                                                                                          |
| 19 juli 2019 «onderlinge duels» 20:00 (UTC+5:30) | Tadzjikistan | 0–1      | Noord-Korea     | TransStadia Arena, Ahmedabad Toeschouwers: 1.832 Scheidsrechter: Akhrol Riskullaev (UZB) |
| 19 juli 2019 «onderlinge duels» 20:00 (UTC+5:30) |              | AIFF FFT | 71' Pak Hyon-il | TransStadia Arena, Ahmedabad Toeschouwers: 1.832 Scheidsrechter: Akhrol Riskullaev (UZB) |